# Lin Shan
Lin Shan (en chino: 林珊; 3 de agosto de 2001) es una deportista china que compite en saltos.
Ganó cuatro medallas de oro en el Campeonato Mundial de Natación entre los años 2019 y 2023. En los Juegos Asiáticos de 2022 consiguió una medalla de plata en la prueba de trampolín 1 m.

## Palmarés internacional
| Campeonato Mundial | Campeonato Mundial      | Campeonato Mundial | Campeonato Mundial         |
| Año                | Lugar                   | Medalla            | Prueba                     |
| ------------------ | ----------------------- | ------------------ | -------------------------- |
| 2019               | Gwangju (Corea del Sur) | Medalla de oro     | Equipo mixto               |
| 2022               | Budapest (Hungría)      | Medalla de oro     | Trampolín 3 m sincro mixto |
| 2023               | Fukuoka (Japón)         | Medalla de oro     | Trampolín 1 m              |
| 2023               | Fukuoka (Japón)         | Medalla de oro     | Trampolín 3 m sincro mixto |
| Juegos Asiáticos   |                         |                    |                            |
| Año                | Lugar                   | Medalla            | Prueba                     |
| 2022               | Hangzhou (China)        | Medalla de plata   | Trampolín 1 m              |